# Louis de Montesinos
Louis de Montesinos (Toledo, 1552 – Alcalá de Henares, 19 dicembre 1620) è stato un religioso e teologo spagnolo dell'Ordine dei Domenicani.
Fu professore all'Università di Alcalá e canonico della cattedrale del luogo, molto noto per la chiarezza delle sue esposizione e per l'elevato numero dei suoi allievi.

## Biografia
Nato a Toledo nel 1552, Louis de Montesinos studiò filosofia e teologia all'Università di Alcalá e, una volta ottenuto il titolo di dottore, vi insegnò per più di quarant'anni come reggente delle Arti dal 157, come Maestro delle Sentenze (nel 1591) e infine come cattedratico di teologia dal 1597 al 1630. 
Fu conosciuto come doctor clarus per la chiarezza del suo insegnamento e per la sua capacità persuasiva. rifiutò tutti gli onori che la Chiesa cercò di tributargli, divenendo il principale esponente del tomismo ad Alcalà. Il suo successo nell'insegnamento fu tale che la sua aula, pur essendo una delle più grandi della Spagna, era troppo piccola per accogliere il suo pubblico.
Fu autore di un commento alla Summa Theologica di san Tommaso d'Aquino (Commentaria in primam secundae S. Thomae).
Fu incaricato di pronunciare l'orazione funebre del re Filippo II di Spagna durante le esequie tenutesi ad Alcalá.
Nel 1612 fu proposto da Filippo III come vescovo di Salamanca, ma non accettò l'incarico perché non aveva le forze per portarlo a termine.
Visse in semplicità e povertà, dando tutto ciò che aveva ai bisognosi.
Morì ad Alcalá de Henares il 19 dicembre 1620 e i suoi resti furono sepolti nella chiesa magisteriale della stessa città, dove era canonico.